# Sladenia zhui
Sladenia zhui is een straalvinnige vissensoort uit de familie van de zeeduivels (Lophiidae). De wetenschappelijke naam van de soort is voor het eerst geldig gepubliceerd in 2012 door Ni, Wu & Li.